# Беклемішев Володимир Олександрович
Володи́мир Олекса́ндрович Беклемі́шев (3 (15) серпня 1861, Катеринославщина, Російська імперія — 21 грудня 1919 (3 січня 1920), Новоржев, нині місто Псковської області, Росія) — український та російський скульптор та педагог. Серед учнів митця — Матвій Манізер, Сергій Коньонков та Анна Голубкіна.

## Життєпис

### Ранні роки. Батьківщина
Народився на Катеринославщині в сім'ї художника-декоратора. Початкову художню освіту здобув у 2-ї харківській гімназії (1873–1878), де малювання викладав український художник Дмитро Іванович Безперчий. У 1875–1878 відвідував приватну студію українського живописця-пейзажиста Єгора Єгоровича Шрейдера. Одночасно навчався у Харківській малювальній школі Марії Раєвської-Іванової (1875–1878).
Рідна сестра скульптора — Ніна Олександрівна Беклемішева (1852 — між 1902 і 1909), в шлюбі Тихоцька. Дружина харківського домовласника Георгія Тихоцького. Мати Ольги Тихоцької (1891—1956) — лікарки, дружини Олександра Богомольця (1881—1946), і Софії Георгіївни Тихоцької (1878—1947), дружини його кузена Вадима Богомольця (1878—1936).
Українська лікарка і співачка Ольга Богомолець — двоюрідна праправнучка Володимира Беклемішева.

### Навчання в Петербурзі
Освіту продовжив в Петербурзькій академії мистецтв (1878–1887). Успіхи в навчанні дали право на пенсіонерську подорож до Італії, куди він відбув у 1888 році.

### Італійський період
В Італії працював плідно, створив декілька скульптур, надихаючись літературними чи біблійними сюжетами. Серед них такі картини:
- «Християнка перших століть», 1891
- «Як свіжі і прекрасні були тоді троянди» (за Тургенєвим «Как хороши, как свежи были розы»), 1892
- «Раб-втікач», 1891.

Повернувшись з Італії, він показав свої твори на академічній виставці в Петербурзі, після чого з 1892 року отримав звання академіка Петербурзької академії мистецтв, з 1894 — професор академії.
У 1901–1911 — ректор Вищого художнього училища при Петербурзькій академії мистецтв.

### Всесвітня виставка в Чикаго
Скульптуру «Раб-втікач», створену в Італії, визнавали особливо вдалою. Саме вона представляла скульптурне мистецтво Російської імперії в Чикаго на Всесвітній виставці в 1893 році.

### Радянський період
Влітку 1917 року Беклемішев був членом комісії, що готувала нову конституцію Академії, та керівником Петроградського відділу охорони пам'яток історії та мистецтва (уповноважений відділ охорони старих пам'яток і мистецтв в Петрограді). 6 вересня 1919 р. його заарештував ЧК за членство в Конституційно-демократичній партії. 18 вересня 1919 ррку він був звільнений із в'язниці. 1 грудня 1919 року був змушений переїхати з Петрограда (Санкт-Петербург) до Новоржева в Псковській губернії, де він помер 21 грудня 1919 року. 

## Творчість
Творчість Беклемішева розвивалась під впливом реалізму передвижників (жанрова скульптура «Селянська любов», портрети П. Чайковського, 1898; В. Маковського 1906; А. Куїнджі, 1909), хоч деяким творам властиві риси академізму (скульптура імператриці Марії Федорівни, садиба Павловськ). Автор пам'ятників Єрмаку (Новочеркаськ, 1904), Грибоєдову (Тегеран, 1904), С. Боткіну (Ленінград, 1908).
Серед творів на українську тему — портрети Тараса Шевченка (1898, 1899). 1909 і 1913 року брав участь у конкурсах на проєкт пам'ятника Тарасові Шевченку для Києва. Автор першого в Україні скульптурного зображення Тараса Шевченка, встановленого у 1900 році в садибі Алчевських у Харкові.

### Раб-втікач
Зі скульптурою «Раб-втікач» не бажав розставатися і залишив її у приватній власності. Лише незадовго до смерті передав її в подарунок Академії мистецтв. З ідеологічних міркувань скульптуру після більшовицького перевороту 1917 р. передали в так званий Музей Революції, що поспіхом організували в розкішних залах Зимового палацу Растреллі. Згодом скульптура загубилася.
Її, пошкоджену і забруднену, випадково знайшли замурованою в старому отворі однієї зі стін палацу у 2010 р. Вона буде одним з експонатів ювілейної виставки митця, що планується у 2011 році.

## Галерея

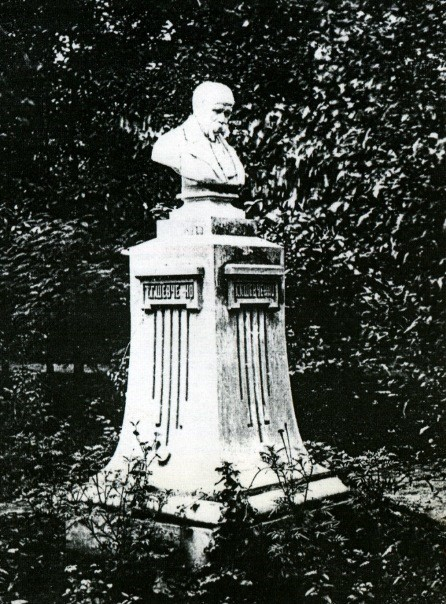
Перший в Україні пам'ятник Тарасові Шевченку, 1900, мармур. Нині зберігається в Національному музеї Тараса Шевченка
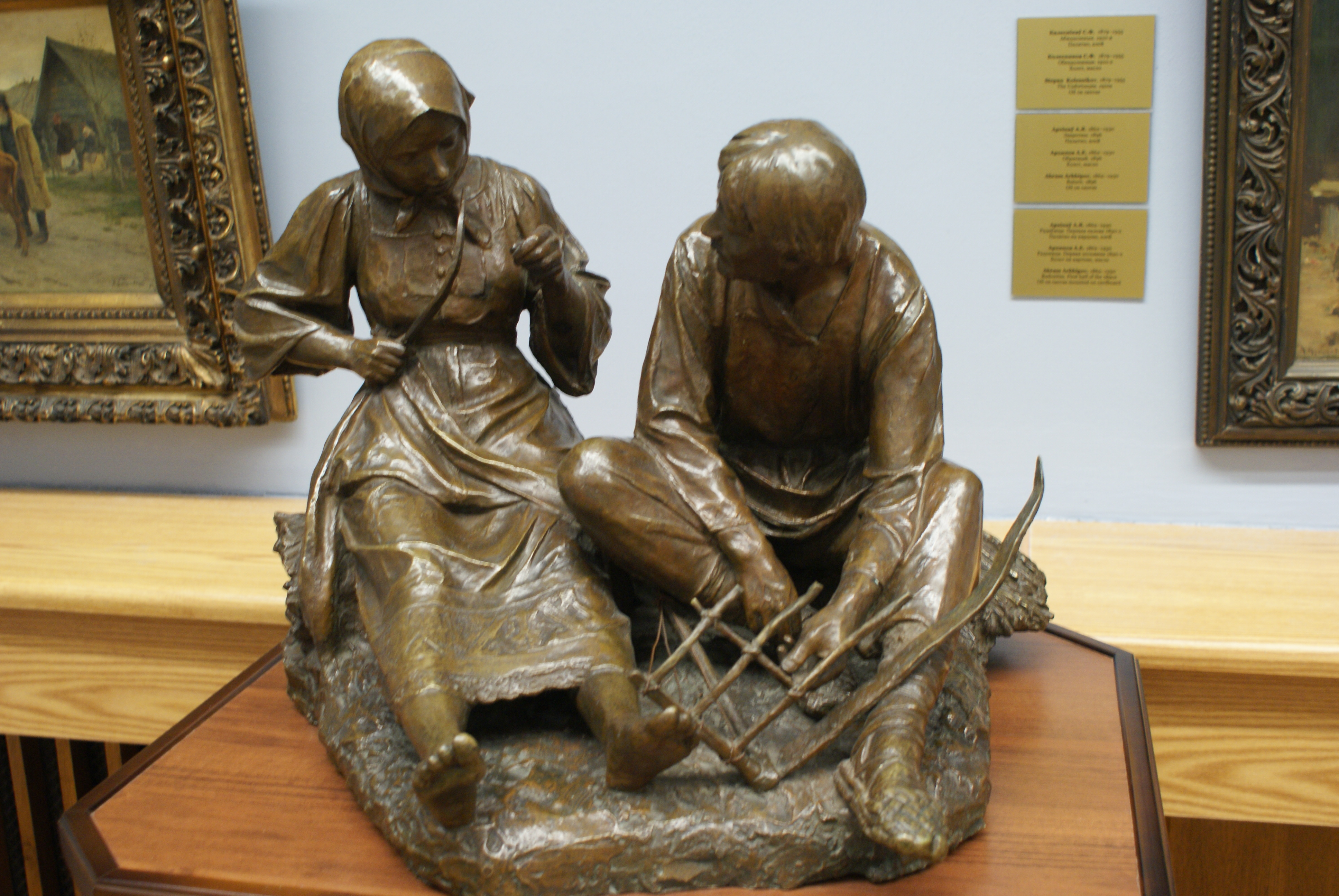
Беклемішев В.О. «Сільські закохані», 1896, бронза, Національний художній музей Республіки Білорусь
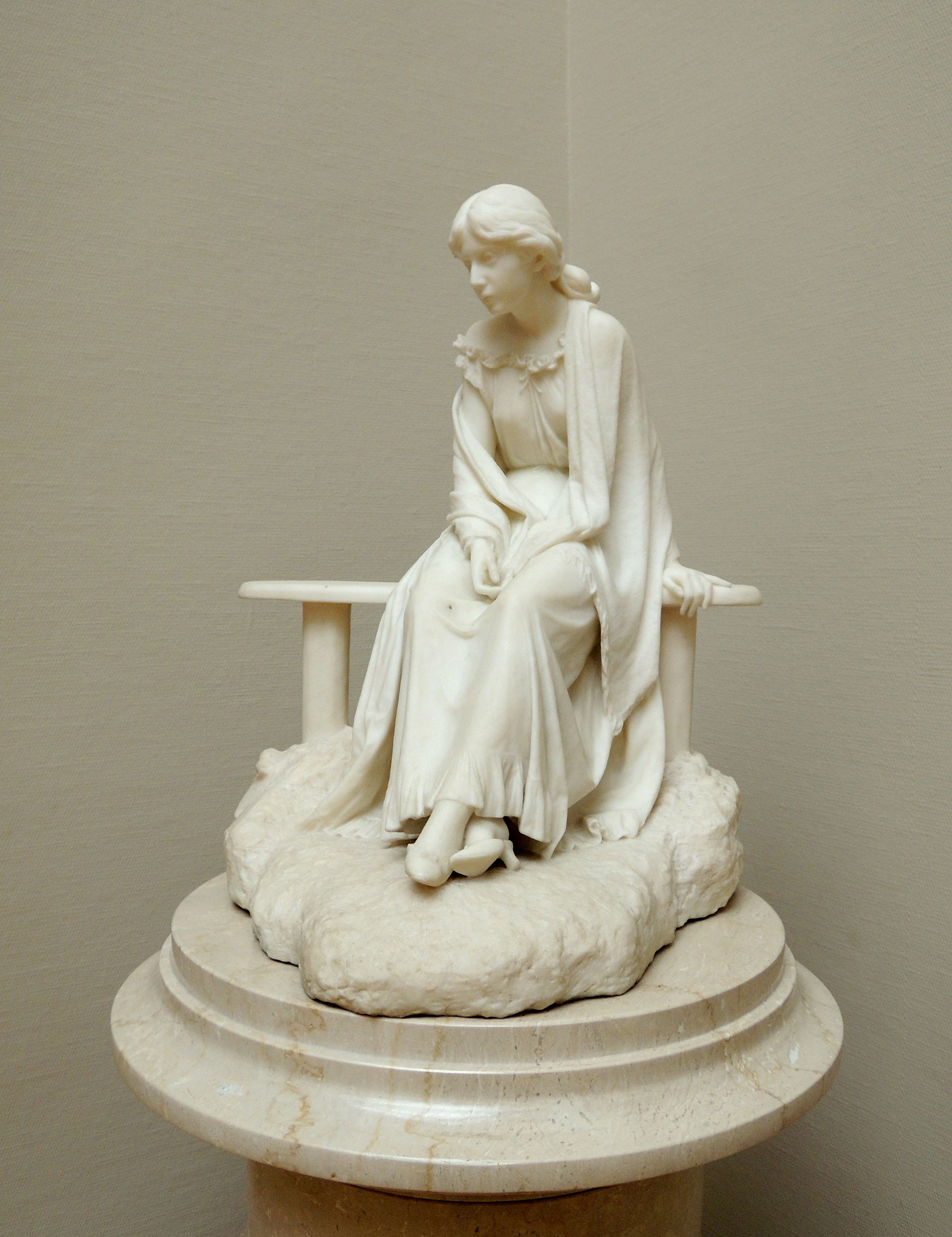
Беклемішев В.О. «Тургенівська дівчина»
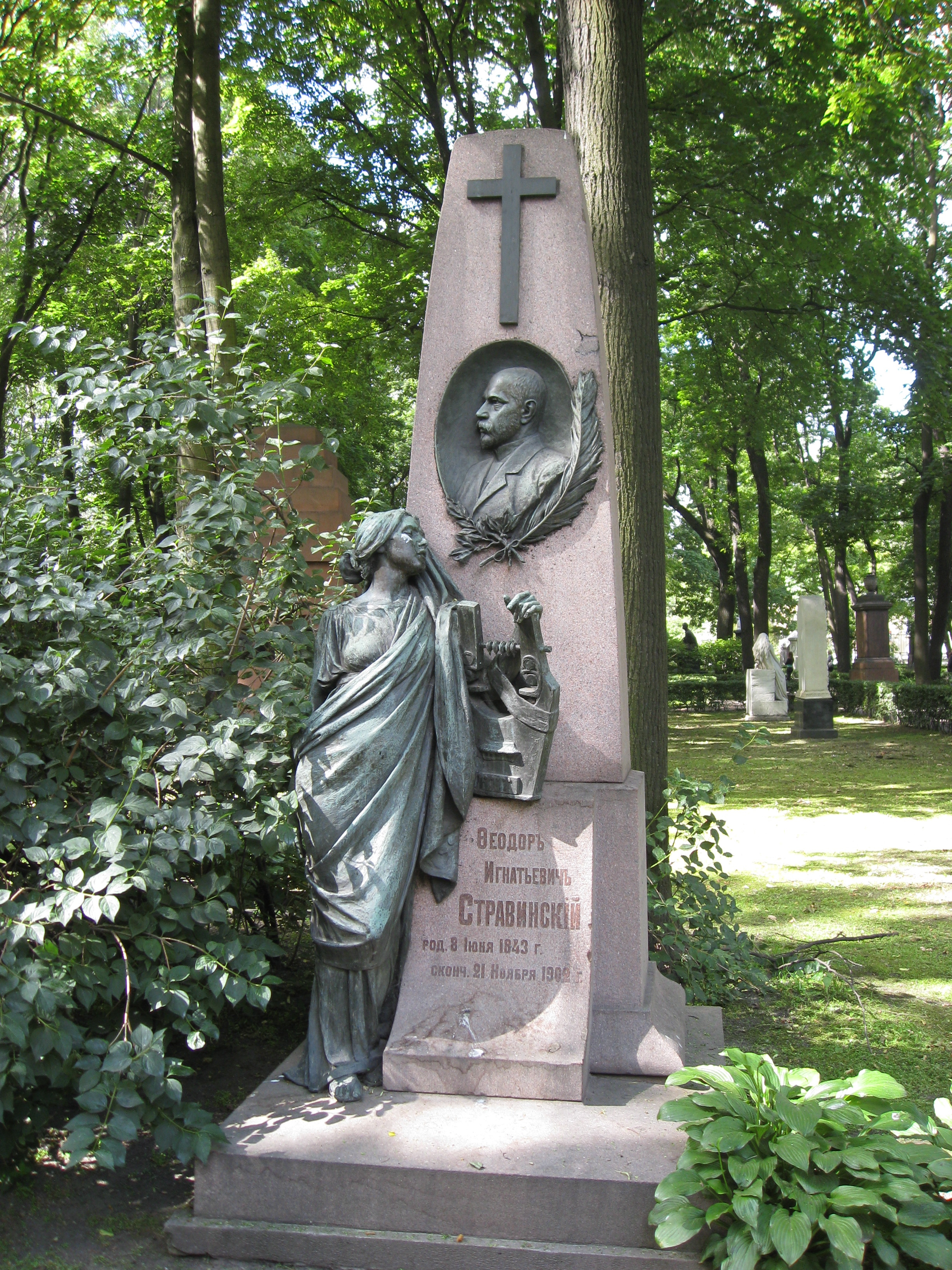
Беклемішев В.О. Надгробок Федора Стравинського, Тихвинський цвинтар, Санкт-Петербург